# Biollet
Biollet est une commune française de la région Auvergne-Rhône-Alpes, située dans le département du Puy-de-Dôme, au nord-ouest de l'arrondissement de Riom.
Petit village agricole des Combrailles, son bourg est situé à flanc de colline, à environ douze kilomètres au sud-ouest de la ville de Saint-Gervais-d'Auvergne.
La commune a accueilli jusqu'à 1 221 habitants au milieu du XIXe siècle et a connu ensuite un déclin démographique essentiellement lié à l'exode rural. Le phénomène perdure mais il semble diminuer depuis le milieu des années 1990, grâce notamment à un retour à la vie rurale.

## Géographie

### Localisation
Biollet est située à 36 km au nord-ouest de Riom et à 40 km au sud de Montluçon, les plus grandes villes à proximité. La commune est proche du parc naturel régional des volcans d'Auvergne à environ 20 km et à 40 km de Vulcania.
Le bourg est localisé à douze kilomètres de distance à vol d'oiseau au sud-ouest de la commune de Saint-Gervais-d'Auvergne.
Ses communes limitrophes sont :
|           |                        | Espinasse               |
| Charensat | Biollet                | Saint-Priest-des-Champs |
|           | Miremont (quadripoint) |                         |

### Géologie et relief
Se situant dans les Combrailles, la commune se caractérise par un relief de type plateau-moyenne montagne avec des bosses et des creux.

### Climat
Pour des articles plus généraux, voir Climat d'Auvergne-Rhône-Alpes et Climat du Puy-de-Dôme.
En 2010, le climat de la commune est de type climat des marges montargnardes, selon une étude du Centre national de la recherche scientifique s'appuyant sur une série de données couvrant la période 1971-2000. En 2020, Météo-France publie une typologie des climats de la France métropolitaine dans laquelle la commune est exposée à un climat de montagne ou de marges de montagne et est dans la région climatique Ouest et nord-ouest du Massif Central, caractérisée par une pluviométrie annuelle de 900 à 1 500 mm, maximale en automne et en hiver.
Pour la période 1971-2000, la température annuelle moyenne est de 8,5 °C, avec une amplitude thermique annuelle de 14,8 °C. Le cumul annuel moyen de précipitations est de 1 002 mm, avec 12 jours de précipitations en janvier et 8,7 jours en juillet. Pour la période 1991-2020, la température moyenne annuelle observée sur la station météorologique de Météo-France la plus proche, « Saint-Gervais-d'Auvergne », sur la commune de Saint-Gervais-d'Auvergne à 11 km à vol d'oiseau, est de 9,8 °C et le cumul annuel moyen de précipitations est de 825,6 mm,. Pour l'avenir, les paramètres climatiques de la commune estimés pour 2050 selon différents scénarios d'émission de gaz à effet de serre sont consultables sur un site dédié publié par Météo-France en novembre 2022.

### Voies de communication et moyens de transport

#### Voies routières
Depuis Saint-Gervais-d'Auvergne, on accède à la commune en prenant la route départementale 987 puis la RD 515.
Quatre autres routes desservent également la commune : RD 13, RD 80, RD 516 et RD 522. Les autres routes sont à caractère communal ou vicinal.
L'embranchement autoroutier le plus proche, vers l'A89, est distant de quarante-deux kilomètres. L'accès répertorié est la sortie 27, à Manzat.

#### Transports en commun
Un service de ramassage scolaire dessert la commune ainsi qu'un service de transport à la demande appelé Bus des Montagnes.
La station SNCF la plus proche était, avant sa fermeture entre 2007 et 2008, la gare de Saint-Gervais-d'Auvergne. Depuis, une liaison TER assure le transport par bus.

## Urbanisme

### Typologie
Au 1er janvier 2024, Biollet est catégorisée commune rurale à habitat très dispersé, selon la nouvelle grille communale de densité à sept niveaux définie par l'Insee en 2022.
Elle est située hors unité urbaine et hors attraction des villes,.

### Occupation des sols
L'occupation des sols de la commune, telle qu'elle ressort de la base de données européenne d’occupation biophysique des sols Corine Land Cover (CLC), est marquée par l'importance des territoires agricoles (91,1 % en 2018), une proportion identique à celle de 1990 (91,1 %). La répartition détaillée en 2018 est la suivante : prairies (67 %), zones agricoles hétérogènes (24,1 %), forêts (6,1 %), milieux à végétation arbustive et/ou herbacée (2,8 %). L'évolution de l’occupation des sols de la commune et de ses infrastructures peut être observée sur les différentes représentations cartographiques du territoire : la carte de Cassini (XVIIIe siècle), la carte d'état-major (1820-1866) et les cartes ou photos aériennes de l'IGN pour la période actuelle (1950 à aujourd'hui).

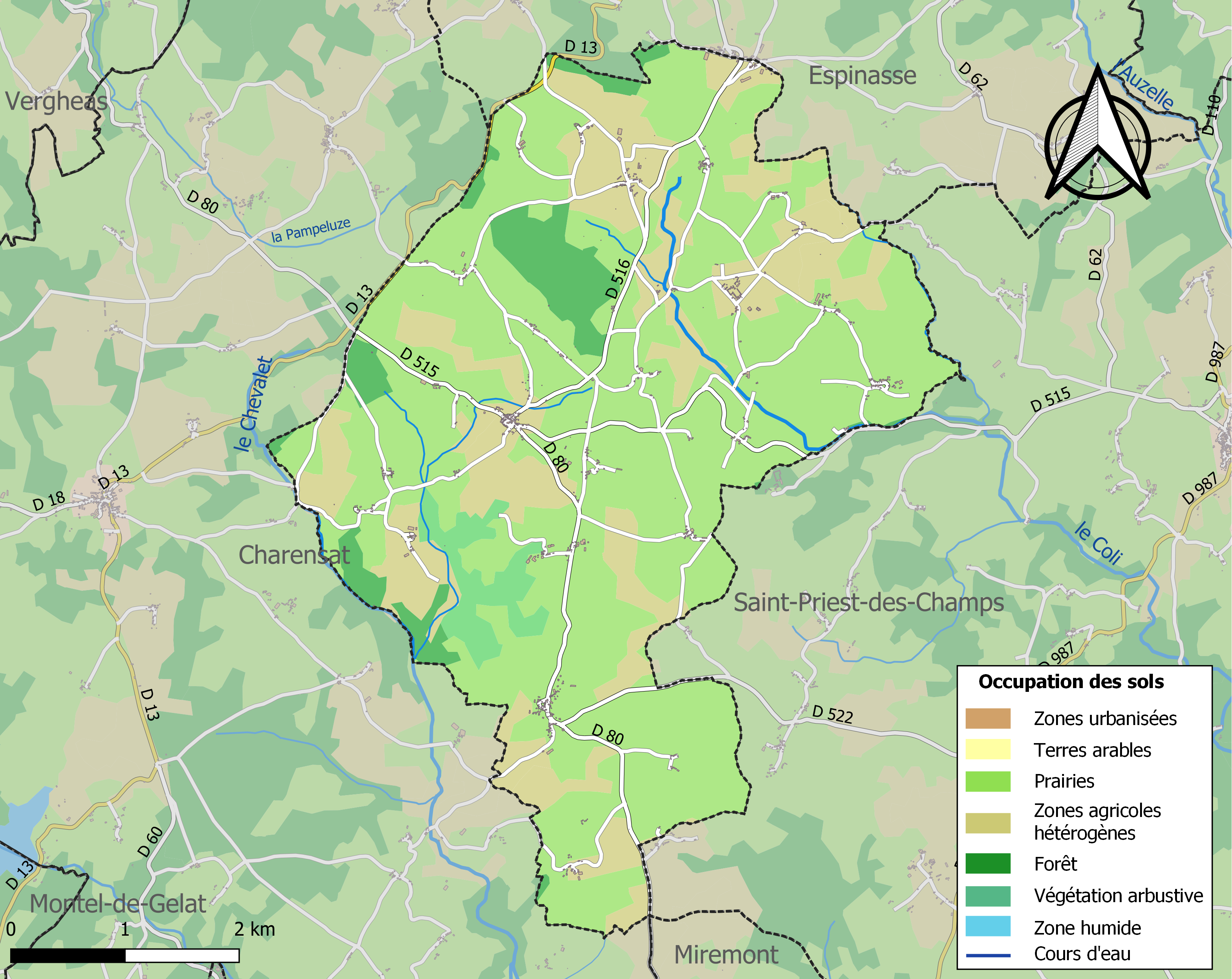
Carte des infrastructures et de l'occupation des sols de la commune en 2018 (CLC).

## Histoire

### Moyen Âge
En 1258, Guillaume de Biollet de la Maison des Rochedragon était seigneur en partie de Biollet et possesseur de fiefs dans les paroisses de Gouttières, d'Espinasse et de Saint-Maurice et Saint-Hilaire, pour lesquels il rendit foi-hommage au prince Alphonse de Poitiers, c'est-à-dire sa soumission.
En août de cette même année, Alelme de Biolet, cadet de la maison de Rochedagoux, damoiseau, admit Alphonse de Poitiers au pariage de sa seigneurie de Biolet.
Voulant aller en Terre sainte, il vendit une partie de la dîme de Biolet au chapitre de Chamalières en 1261.
C'est de lui que descendent Bernard de Rochedagoux, seigneur en partie de Biolet qui rendit foi-hommage au chapitre de Chamalières en 1291.
Perot de Biolet, damoiseau qui avait des droits en la paroisse de Biolet en 1330; Bertrand de Rochedagoux, seigneur de Biolet et chevalier ; et Chatard de Rochedagoux, dit de Biolet, damoiseau « noble et puissant homme », seigneur de Biolet et du Chier, bailli des montagnes d'Auvergne, en 1397.

## Politique et administration

### Découpage territorial
La commune de Biollet est membre de la communauté de communes du Pays de Saint-Éloy, un établissement public de coopération intercommunale (EPCI) à fiscalité propre créé le 1er janvier 2017 dont le siège est à Saint-Éloy-les-Mines. Ce dernier est par ailleurs membre d'autres groupements intercommunaux. Jusqu'au 31 décembre 2016, elle faisait partie de la communauté de communes Cœur de Combrailles.
Sur le plan administratif, elle est rattachée à l'arrondissement de Riom, à la circonscription administrative de l'État du Puy-de-Dôme et à la région Auvergne-Rhône-Alpes. Elle faisait partie du canton de Saint-Gervais-d'Auvergne jusqu'en mars 2015.
Sur le plan électoral, elle dépend du canton de Saint-Éloy-les-Mines pour l'élection des conseillers départementaux, depuis le redécoupage cantonal de 2014 entré en vigueur en 2015, et de la deuxième circonscription du Puy-de-Dôme pour les élections législatives, depuis le dernier découpage électoral de 2010 (sixième circonscription avant 2010).

### Élections municipales et communautaires

#### Élections de 2020
Le conseil municipal de Biollet, commune de moins de 1 000 habitants, est élu au scrutin majoritaire plurinominal à deux tours avec candidatures isolées ou groupées et possibilité de panachage. Compte tenu de la population communale, le nombre de sièges à pourvoir lors des élections municipales de 2020 est de 11. Sur les treize candidats en lice, onze ont été élus dès le premier tour, le 15 mars 2020, avec un taux de participation de 81,54 %.

#### Chronologie des maires
| Période                                  | Période                       | Identité                 | Étiquette | Qualité                                                                           |
| ---------------------------------------- | ----------------------------- | ------------------------ | --------- | --------------------------------------------------------------------------------- |
| Les données manquantes sont à compléter. |                               |                          |           |                                                                                   |
| 1792                                     | 1792                          | Pierre Mazeron           |           |                                                                                   |
| 1792                                     | 1798                          | François Lelion          |           |                                                                                   |
| 1798                                     | 1804                          | Joseph Favier            |           |                                                                                   |
| 1804                                     | 1808                          | Pierre Madebène          |           |                                                                                   |
| 1808                                     | 1815                          | Henri Madebène           |           |                                                                                   |
| 1815                                     | 1816                          | Pierre Madebène          |           |                                                                                   |
| 1816                                     | 1825                          | François Gaby            |           |                                                                                   |
| 1830                                     | 1837                          | Henri Madebène           |           |                                                                                   |
| 1837                                     | 1848                          | Annet Madebène           |           |                                                                                   |
| 1848                                     | 1859                          | Félix Roudaire           |           |                                                                                   |
| 1859                                     | 1865                          | Gervais Madebène         |           |                                                                                   |
| 1865                                     | 1870                          | François Géraud-Dumontel |           |                                                                                   |
| 1870                                     | 1874                          | Pierre Montel            |           |                                                                                   |
| 1874                                     | 1876                          | Félix Roudaire           |           |                                                                                   |
| 1876                                     | 1881                          | Amable Montel            |           |                                                                                   |
| 1881                                     | 1890                          | Joseph Favier            |           |                                                                                   |
| 1890                                     | 1900                          | Joseph Arnaud            |           |                                                                                   |
| 1900                                     | 1917                          | Gervais Coucardon        |           |                                                                                   |
| 1917                                     | 1921                          | Jean Pougheon            |           |                                                                                   |
| 1921                                     | 1933                          | Jacques Bertain          |           |                                                                                   |
| 1933                                     | 1945                          | Pierre Poumerol          |           |                                                                                   |
| mai 1945                                 | mars 1983                     | Jean-Marie Fondras       | PCF       | Conseiller général du canton de Saint-Gervais-d'Auvergne (1945-1949 et 1967-1973) |
| mars 1983                                | mars 2008                     | Jean Mazeron             | PS        |                                                                                   |
| mars 2008                                | mai 2020                      | André Verge              |           | Retraité                                                                          |
| mai 2020                                 | En cours (au 15 octobre 2021) | David Saby               |           | Enseignant                                                                        |

### Instances judiciaires
Biollet est dans le ressort de la cour d'appel de Riom, des tribunaux judiciaire et de commerce de Clermont-Ferrand et du tribunal de proximité de Riom. Le conseil de prud'hommes est lui aussi à Riom.

### Jumelages
Au 1er juin 2011, Biollet n'est jumelée avec aucune commune

## Population et société

### Démographie
En 2008, la population communale se composait de 326 habitants dont 36,5 % d'actifs et 11,3 % d'élèves ou d'étudiants.
Les retraités représentaient 36,1 % du total. Le déclin démographique a débuté dès le début des années 1950 pour ralentir vers le début des années 1990. Le nombre d'habitants a stagné pendant environ dix ans, mais la venue de nouveaux résidents en provenance d'autres communes, d'autres départements ou d'autres pays n'a pas favorisé le retour de la croissance démographique. Cependant le déclin démographique semble s'enrayer peu à peu grâce à ce phénomène.

#### Évolution démographique
L'évolution du nombre d'habitants est connue à travers les recensements de la population effectués dans la commune depuis 1793. Pour les communes de moins de 10 000 habitants, une enquête de recensement portant sur toute la population est réalisée tous les cinq ans, les populations de référence des années intermédiaires étant quant à elles estimées par interpolation ou extrapolation. Pour la commune, le premier recensement exhaustif entrant dans le cadre du nouveau dispositif a été réalisé en 2004.

En 2022, la commune comptait 317 habitants, en évolution de −5,09 % par rapport à 2016 (Puy-de-Dôme : +2,1 %, France hors Mayotte : +2,11 %).
| 1793 | 1800 | 1806  | 1821  | 1831  | 1836  | 1841  | 1846  | 1851  |
| ---- | ---- | ----- | ----- | ----- | ----- | ----- | ----- | ----- |
| 987  | 900  | 1 059 | 1 082 | 1 154 | 1 211 | 1 178 | 1 221 | 1 221 |

| 1856  | 1861  | 1866  | 1872  | 1876  | 1881  | 1886  | 1891 | 1896 |
| ----- | ----- | ----- | ----- | ----- | ----- | ----- | ---- | ---- |
| 1 196 | 1 108 | 1 111 | 1 088 | 1 104 | 1 063 | 1 004 | 953  | 942  |

| 1901 | 1906 | 1911 | 1921 | 1926 | 1931 | 1936 | 1946 | 1954 |
| ---- | ---- | ---- | ---- | ---- | ---- | ---- | ---- | ---- |
| 946  | 871  | 886  | 782  | 748  | 724  | 700  | 583  | 538  |

| 1962 | 1968 | 1975 | 1982 | 1990 | 1999 | 2004 | 2006 | 2009 |
| ---- | ---- | ---- | ---- | ---- | ---- | ---- | ---- | ---- |
| 510  | 478  | 432  | 404  | 376  | 389  | 379  | 379  | 317  |

| 2014 | 2019 | 2022 | - | - | - | - | - | - |
| ---- | ---- | ---- | - | - | - | - | - | - |
| 333  | 320  | 317  | - | - | - | - | - | - |

#### État matrimonial en 2008 et composition des ménages
| Marié(e)                               | Veuf(veuve) | Divorcé(e) | Célibataire |
| -------------------------------------- | ----------- | ---------- | ----------- |
| 46,9 %                                 | 8,6 %       | 3,9 %      | 40,6 %      |
| Source : Chiffres clés de l'INSEE 2008 |             |            |             |

Le nombre de ménages passe de 136 en 1999 à 140 en 2008. Le nombre moyen de personnes par ménage est passé sur la même période de 2,1 à 2.

### Enseignement
La commune dispose d'une école maternelle inscrite dans le cadre du Regroupement pédagogique intercommunal avec les communes de Charensat et d'Espinasse.
La scolarisation en collège public s'effectue à Saint-Gervais-d'Auvergne, tandis que les lycées publics généralement fréquentés sont ceux de Riom — lycée Claude-et-Pierre-Virlogeux — et de Montluçon — lycée Madame-de-Staël et lycée Paul-Constans.

### Sports, tourisme et loisirs
Le Football Club Biollet-Saint-Maurice est le club de football de la commune. Il a fusionné avec celui de Saint-Maurice-près-Pionsat et évolue au niveau départemental en deuxième division (poule G) pour l'équipe 1 et en quatrième division (poule B) pour l'équipe 2.

### Activités particulières
Le tir sur animaux vivants est une activité assez pratiquée dans la commune avec l'existence d'une société qui délivre les permis de tuer pour la saison et organise les sorties en groupe. L'abattage individuel est également pratiqué. Les victimes animales sont principalement des sangliers, des chevreuils, des lièvres, des faisans et des perdrix. La chasse au renard est également pratiquée.

### Médias
Le quotidien La Montagne propose une édition locale aux communes de l'arrondissement de Riom. Il traite des faits divers, de la politique, des évènements sportifs et culturels au niveau local, national et international.
Les stations de radio nationales sont disponibles ainsi que les programmes de France Bleu Pays d'Auvergne et Radio Arverne.
La chaîne France 3 Auvergne est disponible dans la région. La chaîne privée Clermont Première (qui n'existe plus) était également disponible et traitait des infos locales, de l'histoire régionale, des personnalités locales, de gastronomie, de musique, etc.

### Cultes
Pour le culte catholique, Biollet dépend de la paroisse Sainte Marie en Combrailles au sein du diocèse de Clermont.

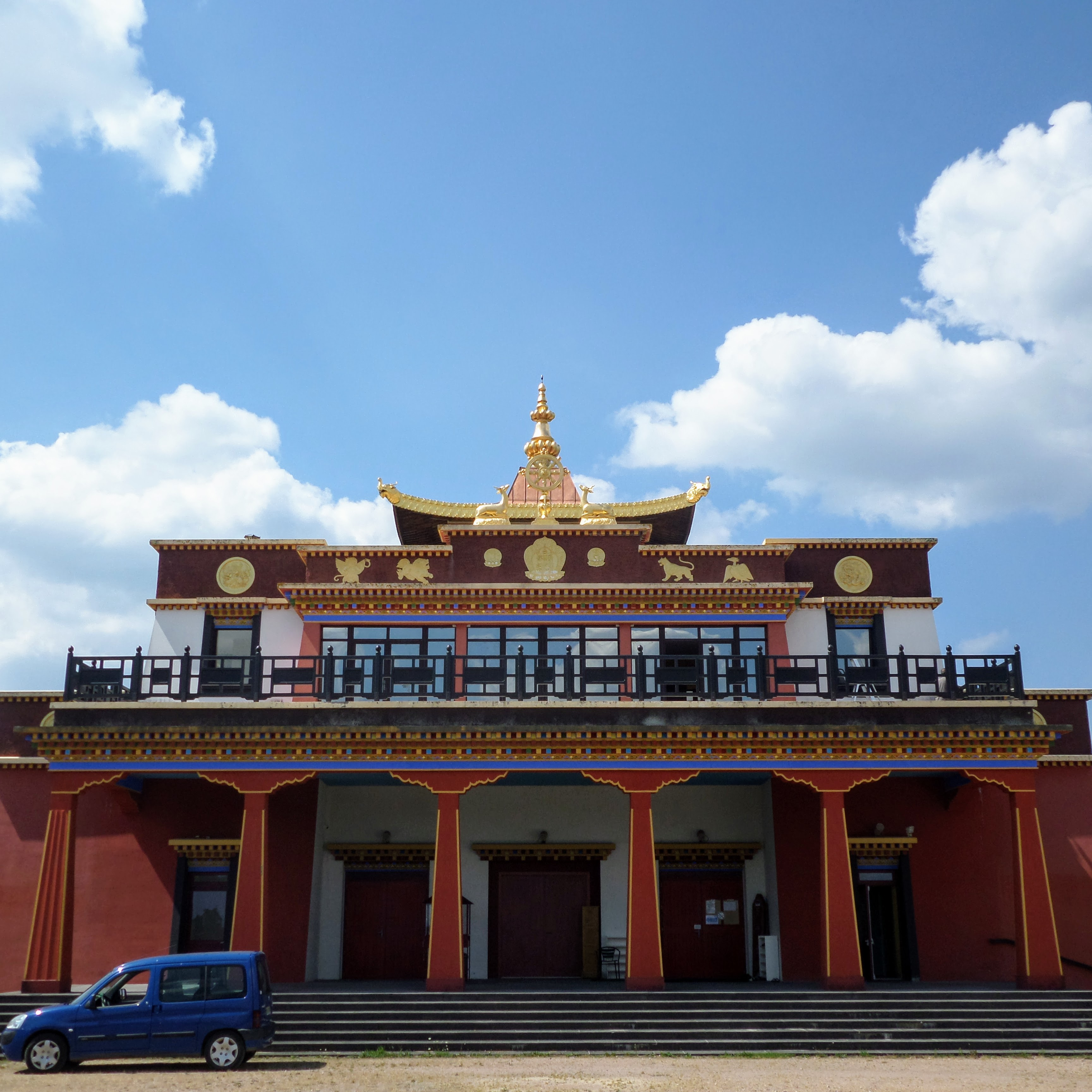
Temple Dhagpo Kundreul Ling

Dhagpo Kundreul Ling, un des plus grands monastères bouddhistes d'Europe est situé au lieu-dit le Bost. Son Temple des Mille Bouddhas, de style tibétain et aux décorations intérieures très élaborées, attire de nombreux pratiquants et touristes. Des enseignements et des retraites, aussi bien laïques que monastiques, y sont organisés. L'ensemble est géré, avec l'aide de laïcs, par une communauté monastique de la lignée Kagyupa, sous l'égide de sa Sainteté Karmapa Thayé Dorjé. Certains évènement attirent des centaines de personnes et une communauté laïque non négligeable est installée dans les environs.

## Économie
En 2008, on dénombrait 119 personnes en activité, soit 34 % d'actifs ayant un emploi et 2,5 % de chômeurs correspondant à des taux d'activité de 52,6 % et de chômage de 6,8 %.

### Emploi
En 2008, le taux de chômage à Biollet était de 6,8 % contre 7,8 % en 1999.

## Culture locale et patrimoine

### Manifestations culturelles et festivités
Un comité organise la Foire à la Pomme de Terre qui a lieu le 2e samedi d'octobre.
L'association Amicale Laïque de Biollet (ALB) propose, fin juillet/début août, la « Fête au Cheix ». En automne, elle propose également un « Spectacle théâtre » fort apprécié.
Le Club Biollet Amitié est le nom du club du troisième âge qui organise des concours de belote ainsi que des voyages.

### Monuments et lieux touristiques
- Église Saint-Pierre, du XIe siècle avec ses chapiteaux mystérieux[35]

### Héraldique
| Armes de Biollet | Les armes de Biollet se blasonnent ainsi : coupé, au 1er parti au d'azur à la tête de lion arrachée d'or et de gueules à la tête de loup arrachée aussi d'or, au 2e d'argent à deux clefs de gueules passées en sautoir, le tout ici apposé sur un écu français ancien. |